# 麻尾镇
麻尾镇是中华人民共和国贵州省黔南布依族苗族自治州独山县下辖的一个行政建制镇。
2013年6月28日，贵州省人民政府批复同意独山县行政区划调整，以原麻尾镇、尧棒乡、黄后乡、董岭乡地域为新设置的麻尾镇行政区域，镇人民政府驻麻尾村。

## 行政区划
麻尾镇下辖以下地区：
第一社区、第二社区、第三社区、麻尾村、甲腾村、南门村、和平村、尧拉村、塘香村、三棒村、麻道村、新尧村、尧董村、董改村、黄后村、舒家坪村、麻寨村、播纳村、泗亭村、场坝村、尧勤村、尧王村和坝望村。